# Carnas
Carnas é uma comuna francesa na região administrativa de Occitânia, no departamento de Gard. Estende-se por uma área de 15,49 km². Em 2010 a comuna tinha 504 habitantes (densidade: 32,5 hab./km²).